# Tmarus
Tmarus là một chi nhện trong họ Thomisidae.

## Hình ảnh

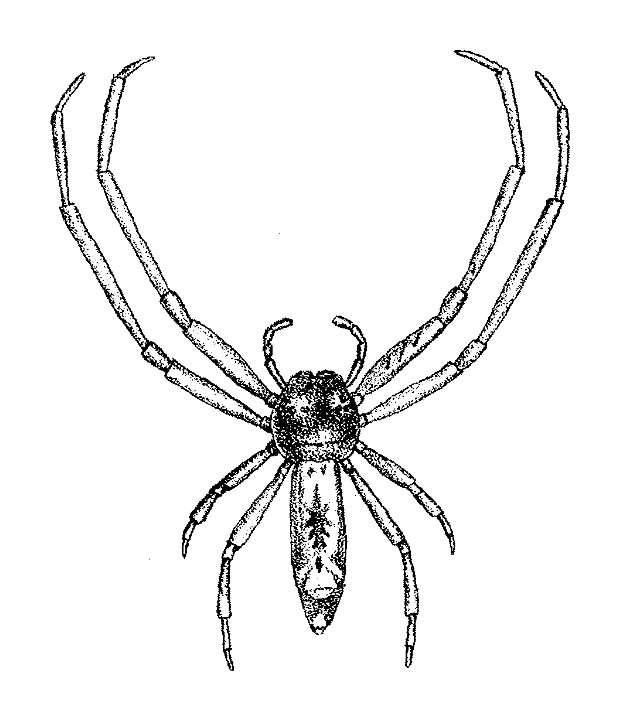
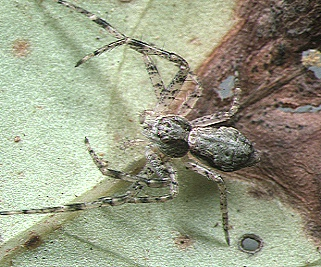
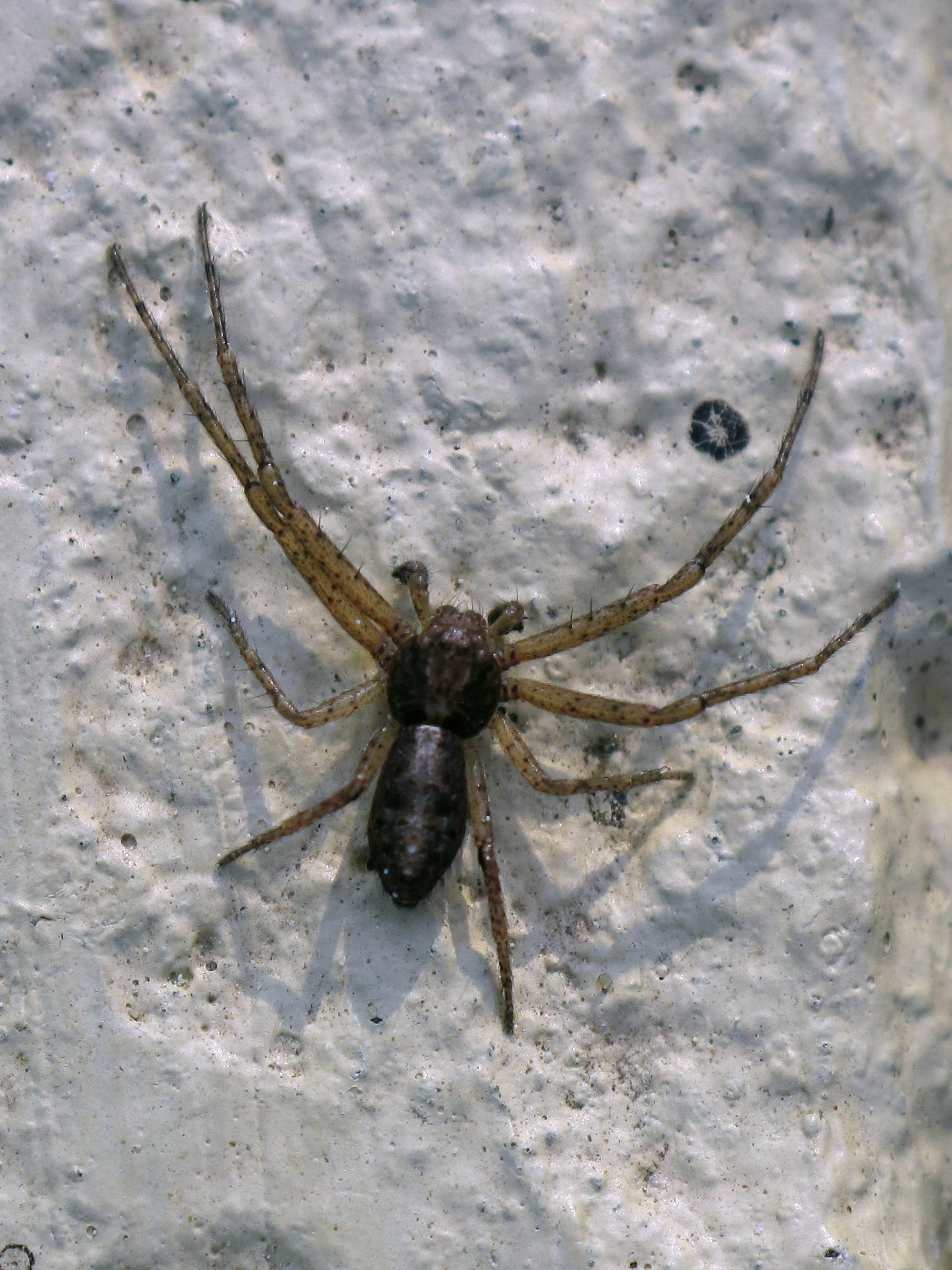